# Partia Libertariańska (Stany Zjednoczone)
Partia Libertariańska (Libertarian Party) – amerykańska partia polityczna. Przypisuje sobie bycie trzecią co do wielkości partią w USA (za Partią Republikańską i Partią Demokratyczną), ale pozostałe ugrupowania uważają, iż jest to twierdzenie dyskusyjne.
Partia Libertariańska ma głównie swoich przedstawicieli we władzach stanowych, wśród szefów lokalnych władz wykonawczych i innych organach niższego szczebla – najwięcej ze wszystkich mniejszych partii. W maju 2014 r. posiadała ich 147, a w 2019 182.

## Historia[10]
Partia Libertariańska została założona 11 grudnia 1971 w Colorado Springs z inicjatywy Davida Nolana oraz jego siedmiu znajomych. Zadecydowano o tym po paru spotkaniach w domu Davida.
Pierwszy ogólnokrajowy zjazd partii, czyli Libertarian National Convention, odbył się w roku 1972 w Denver. Podczas zjazdu wybrano pierwszego w historii partii kandydata na stanowisko Prezydenta Stanów Zjednoczonych. Został nim John Hospers, profesor filozofii na University of Southern California. Jako kandydat na wiceprezydenta, została wybrana Theodora Nathan. Uzyskali jeden głos w kolegium elektorskim. Stanowił on pierwszy (i jak dotychczas jedyny) głos w kolegium oddany na Partię Libertariańską, a także pierwszy głos oddany na kobietę. Hosper otrzymał w wyborach powszechnych 3 674 głosy.
W 1978 partia zdobyła swojego pierwszego przedstawiciela w stanowej legislaturze. Był nim Dick Randolph, który został wybrany do legislatury Alaski. W tym samym roku, Ed Clark startował na stanowisko gubernatora Kalifornii. Zdobył 5,5% głosów, czym przegrał z Jerrym Brownem.
Podczas wyborów na skarbnika stanu Kalifornia w 1986, kandydat partii, Ray Cullen otrzymał 570 000 głosów. Stanowi to największy w historii wynik stanowych wyborów wśród mniejszych partii, tzw. trzecich (ang. „third party”).
Podczas wyborów prezydenckich w 1988 z ramienia partii startował Ron Paul. Zdobył wtedy ponad 430 000 głosów, co stanowiło trzeci wynik w kraju.

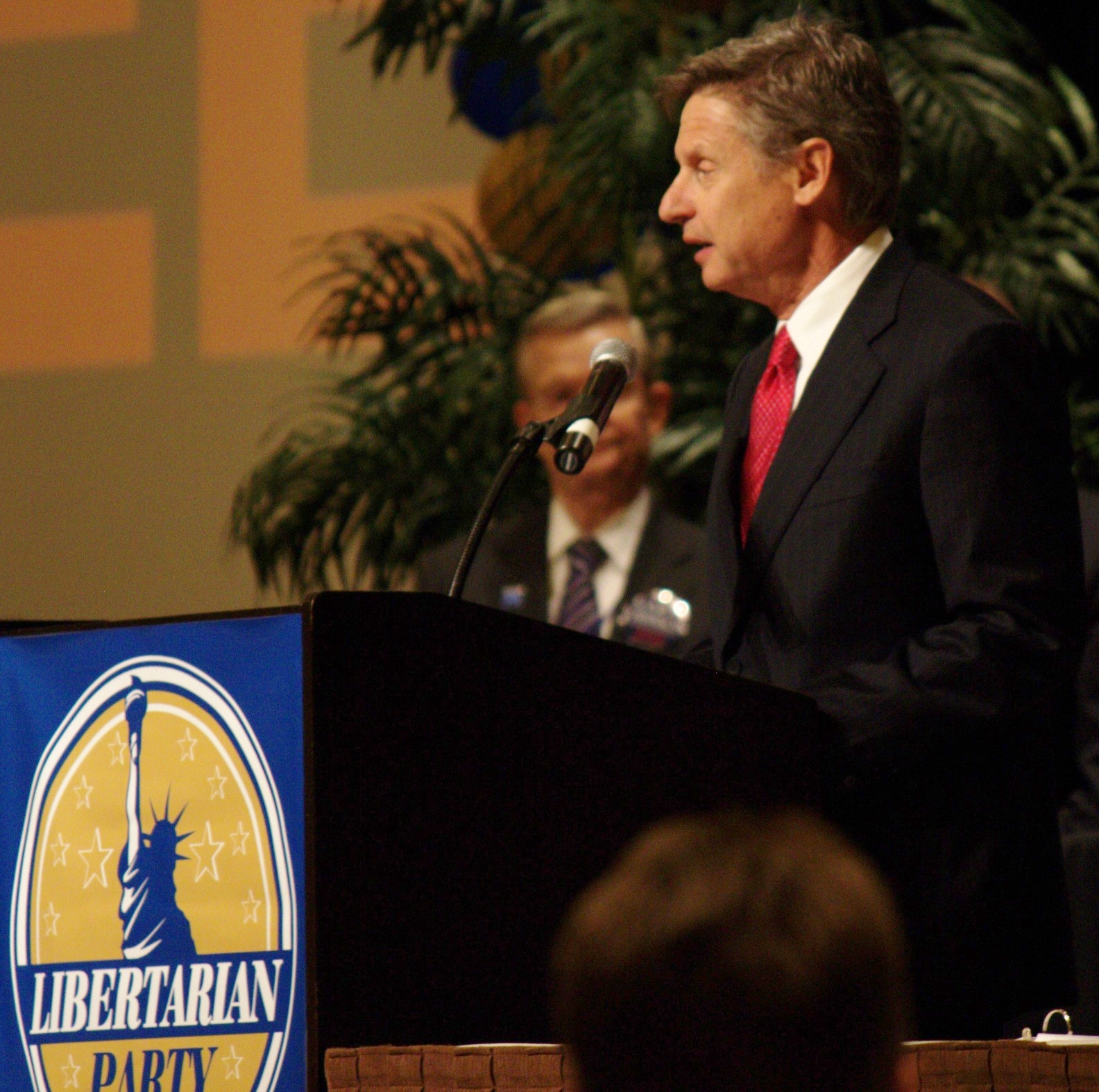
Gary Johnson podczas 2012 Libertarian National Convention.

W 1998 do partii przyłączył się znany afroamerykański aktywista Roy Innis, były przewodniczący Congress of Racial Equality oraz członek Partii Demokratycznej.
Podczas wyborów do Izby Reprezentantów Stanów Zjednoczonych w 2002 r. kandydaci Partii Libertariańskiej otrzymali ponad milion głosów. Dotychczas, wynik powyżej miliona udało się jedynie osiągnąć Republikanom i Demokratom. W tym samym roku libertarianie wystawili w wyborach na różne wyższe urzędy 1 642 kandydatów - najwięcej ze wszystkich mniejszych partii od czasów II wojny światowej.
W czasie 2012 Libertarian National Convention odbywającego się w Las Vegas, członkowie partii wyznaczyli Gary’ego Johnsona jako oficjalnego kandydata w wyborach prezydenckich 2012. Gary otrzymał 419 głosów. Na drugim miejscu znalazł się R. Lee Wrights, zdobywając 152 głosy. W wyborach powszechnych zdobył 1 275 951 (0.99%), co stanowiło jak dotąd największy ilościowy wynik partii. Rok później, Robert Sarvis, były republikański polityk, wystartował w wyborach na gubernatora stanu Wirginia. Otrzymał 6.5% głosów.
W kwietniu 2020 kongresmen z Michigan, Justin Amash, dołączył do Partii Libertariańskiej, stając się jej pierwszym reprezentantem w Kongresie Stanów Zjednoczonych w historii.

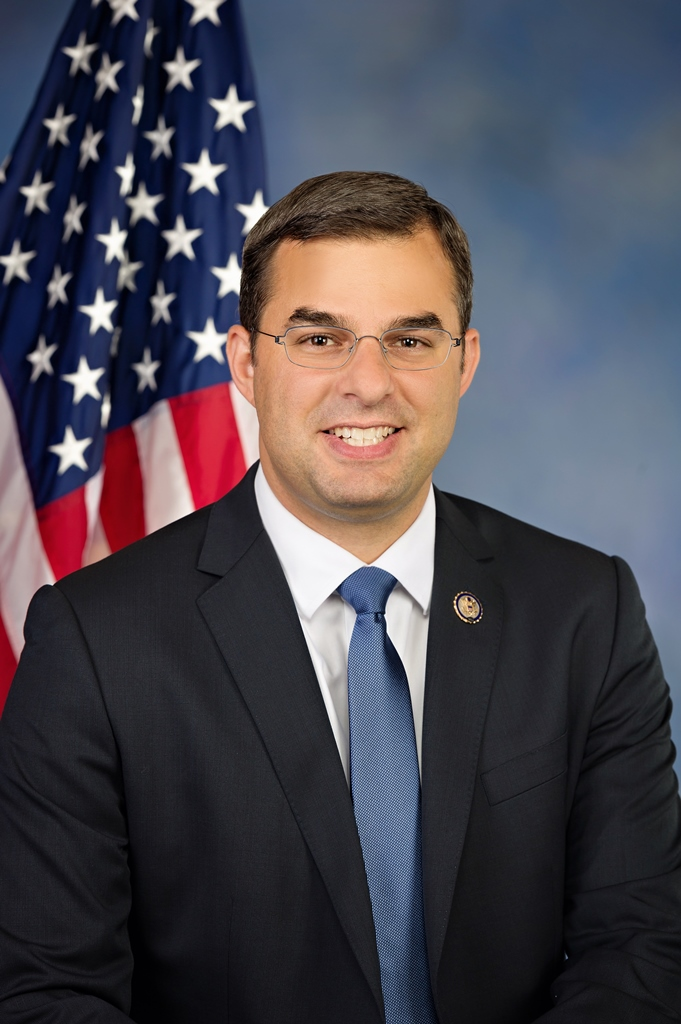
Justin Amash, pierwszy libertariański reprezentant w Kongresie.

## Założenia programowe i działalność

### Założenia programowe
Stałymi ideami Partii Libertariańskiej są libertarianizm, leseferyzm, zachowanie pełnych swobód obywatelskich.
Partia Libertariańska opowiada się m.in. za:
- wolnością słowa, zgromadzeń i stowarzyszeń
- nieingerencją rządu w życie prywatne obywateli, w tym wolnością seksualną człowieka
- prawami osób LGBT (prawem do zawierania małżeństw osób tej samej płci i prawem do adopcji dzieci przez pary LGBT) z wyłączeniem praw antydyskryminacyjnych
- legalizacją narkotyków
- legalizacją prostytucji
- gospodarką opartą na zasadach samoregulującego się wolnego rynku
- prywatyzacją wszystkich sektorów gospodarki
- łatwiejszym dostępem do broni palnej
- wycofaniem wojsk z misji zagranicznych i dążeniem do państwa neutralnego, na wzór Szwajcarii
- zniesieniem kary śmierci

W niektórych sprawach członkowie partii są podzieleni, np. w sprawie aborcji; Ron Paul, kandydat na prezydenta w 1988 jest zdecydowanym przeciwnikiem aborcji, a Gary Johnson, kandydat w 2012 i 2016 jest jej zwolennikiem. Program partii utrzymuje, iż aborcja to "wrażliwa kwestia" i ludzie mogą być zarówno jej zwolennikami i przeciwnikami w "dobrej wierze". 
W Stanach Zjednoczonych, podobnie jak w Europie, panuje powszechny podział sceny politycznej na lewicę i prawicę, gdzie Partia Republikańska reprezentuje centroprawicę, a Partia Demokratyczna – centrolewicę. Partia Libertariańska odrzuca ten podział.
Partia opowiada się również za swobodnym przepływem ludzi, a także polityką wolnego handlu. Popiera zniesienie umów NAFTA, CAFTA i tym podobnych porozumień handlowych, podobnie jak wyjście USA z Światowej Organizacji Handlu oraz NATO.

### Działalność
Partia posiada swoje oddziały we wszystkich pięćdziesięciu stanach, a także w Dystrykcie Kolumbii.
W latach 1997–1999 istniała filia w Portoryko. Jej założycielami byli Jose Julio Diaz, oraz także prezenter radiowy Frank Worley, który został pierwszym i jedynym przewodniczącym oddziału. W roku 2012 powstała na wyspie strona internetowa, mająca na celu propagować idee głoszone przez Partię Libertariańską.
Po zamachach 11 września, partyjni aktywiści postanowili o zorganizowaniu akcji o nazwie „Libertarians for Peace”. Jej celem jest utrzymanie anty-wojennego podejścia partii, a także promowanie tej idei wśród społeczeństwa.

## Nazwa i symbole

Jeżozwierz jest drugim logiem Partii Libertariańskiej.

Nazwę partii wybrano w 1972 roku. Zastanawiano się pomiędzy „New Liberty Party” a aktualną nazwą.
Pierwszą oficjalną dewizą było zdanie Miltona Friedmana, „There ain't no such thing as a free lunch” (często pisane jako skrótowiec „TANSTAAFL”), spopularyzowane przez pisarza Roberta A Heinleina. Aktualna dewiza partii to „The Party of Principle”.
Początkowym logiem partii, wybranym w 1972, była czarna strzałka przecinająca skrótowiec TANSTAAFL. Nazwano ją „Libersign”. Z czasem jednak zastąpiono to logo wizerunkiem Statuy Wolności, która stała się maskotką oraz symbolem partii.
Innym nieoficjalnym symbolem partii jest jeżozwierz. Stworzony w 2006 przez Kevina Breena, jednego z członków grupy do spraw mediów społecznościowych Partii Libertariańskiej. Nowa maskotka ma na celu być łatwiejszą do zrozumienia i rozpoznania dla społeczeństwa. Stanowi ona alternatywę dla Statuy Wolności, którą większość ludzi kojarzy bardziej z ikoną patriotyzmu niż wolności.

## Struktura i działacze

### Przewodniczący Partii Libertariańskiej[29]
- 1974–1977: Ed Crane[30]
- 1977–1981: David Bergland
- 1981–1983: Alicia Clark
- 1983–1985: Paul K. Grant
- maj-sierpień 1985: Randy VerHagen
- 1985-1988: Jim Turney
- 1988-1991: Dave Walter
- 1991–1993: Mary Gingell
- 1993-1998: Steve Dasbach
- 1998–2000: David Bergland
- 2000–2002: Jim Lark
- 2002–2004: Geoff Neale
- 2004–2006: Michael Dixon
- 2006–2010: Bill Redpath
- 2010-2012: Mark Hinkle
- 2012–2014: Geoff Neale
- od 2014-: Nicholas Sarwark

### Kandydaci na stanowiskoPrezydenta Stanów Zjednoczonychz ramienia Partii Libertariańskiej
- 1972: John Hospers[31]
- 1976: Roger MacBride[32]
- 1980: Ed Clark[33]
- 1984: David Bergland[34]
- 1988: Ron Paul[35][36]
- 1992: Andre V. Marrou[37]
- 1996: Harry Browne[38]
- 2000: Harry Browne[39], L. Neil Smith[40]
- 2004: Michael Badnarik[41]
- 2008: Bob Barr[42][43]
- 2012: Gary Johnson[44]
- 2016: Gary Johnson[45]
- 2020: Jo Jorgensen[46]
- 2024: Chase Oliver[47]

### Związani z Partią Libertariańską
- Clint Eastwood[48]
- Peter Thiel[49]
- Murray Rothbard[50][51]
- Karl Hess[52]
- Kane[53][54]
- Eric Raymond[55]
- Trey Parker[56][57]
- Penn Jillette[58]
- Mike Gravel[59]